# 목원대학교
목원대학교(牧園大學校, Mokwon University)는 대한민국 대전광역시 서구에 위치한 사립 대학이다.
1954년 진리, 사랑, 봉사를 건학이념으로 찰스 D. 스톡스(Charles D. Stokes) 박사가 설립하여 1999년 도안신도시 일대의 현재의 캠퍼스로 이전하였다. 2011년 기준 5개 대학원, 8개 단과대학, 14개 학부(24개 전공), 24개 학과로 구성되어 있으며, 부설 교육기관으로 평생교육원, 국제교육원, 목회교육원이 있고 부속기관으로 생활관·대학신문사·영자신문사·대학방송국 등이 있다. 대학 부설연구소는 사회과학연구소, 인문과학연구소, 테크노과학연구소, 신학연구소 등이 있다.

## 연혁
1954년에 미국의 감리교 선교사 찰스 D. 스톡스가 감리교대전신학원으로 설립하여 1957년 4년제 문교부학력인정학교인 감리교 대전신학교로 개편되었다가 1965년 감리교대전신학대학으로 승격되었다. 1972년에 목원대학으로 개칭한 뒤 1993년 목원대학교로 교명을 변경하였다. 1996년 도안동에 새 캠퍼스를 건설 하기 시작하였고 1999년 이전하였다.
한편, 2011년 대한민국 교육과학기술부로부터 정부재정지원제한대학에 선정되었으며, 2018년 대학기본역량진단에서 역랑강화대학으로 선정된 이력이 있다.

## 교육편제
목원대학교는 학부와 대학원 과정 모두 설치하고 있다.

### 학부
목원대학교는 9개 단과대학을 설치한다. 교육편제 표준분류에 따라 인문사회 4개 대학(신학대학, 문화콘텐츠대학 일부, 사회과학대학, 사범대학 일부), 자연과학 1개 대학(테크노과학대학 일부), 공학 2개 대학(테크노과학대학 일부, 공과대학), 예체능 5개 대학(문화콘텐츠대학 일부, 테크노과학대학 일부, 사범대학 일부, 음악대학, 미술·디자인대학) 등으로 의학  계열 학문을 제외한 대부분의 학문에 대하여 교육과정이 편제되어 있다. 한편, 독립학부로 국제예술산업학부를 두고 있다.

### 대학원
목원대학교 대학원은 일반 1개원, 특수 2개원으로 구성한다. 일반대학원의 경우 석사과정 17학과, 박사과정 12학과를 편제한다. 특수대학원으로 신학대학원과 산업정보언론대학원을 설치하고 있다.